# Hållet-Marieberg-Stenbro naturreservat

Karta över Hållets nedlagda gruvor.

Hållet-Marieberg-Stenbro naturreservat är ett kommunalt naturreservat beläget drygt en kilometer nordost om Nyköpings centrala delar i Nyköpings kommun.
Reservatet består av löv- och barrskog. I sluttningen mot Nyköpingsån växer gran och hassel som har karaktär av naturskog. 

## Historia

### Hållet
Hållet, eller Jägarhållet som det också har kallats, var under stormaktstiden en jagbacke där kungliga sällskap kunde bedriva jakt med hjälp av drevkarlar. 
I området har det också bedrivits gruvdrift sedan 1600-talet. Förutom silver så bröts det järnmalm i hållets gruvor, vilket försåg traktens styckebruk med material att tillverka kanoner av. Området kallades därför även för Norrmalm och gruvorna för Norrmalmska gruvorna.
Under 1960-talet lades gruvhålen igen med fyllnadsmassor från byggnationen av E4 och bostadsområdena Stenkulla och Rosenkälla. Endast ett hål bevarades öppet; Gustav Adolfs-gruvan.

### Marieberg
Naturreservatet ligger väster om Mariebergs gård och är ett skogsområde där det tidigare gått betesdjur. 
I anslutning till Nyköpingsån finns resterna av en stånggång. 
Enligt bergshistoriska föreningen ledde stånggången upp till de närbelägna Brandkärrsgruvorna.

### Stenbro
I prästen Grandelius park på berget vid Stenbro gård finns terrasser och trappor byggda av massiva stenblock från sekelskiftet 1700–1800-talet. Prästen Nils Grandelius, som lät bygga parken, tjänstgjorde i Alla Helgona församling 1780–1834.

## Bilder

### Hållet

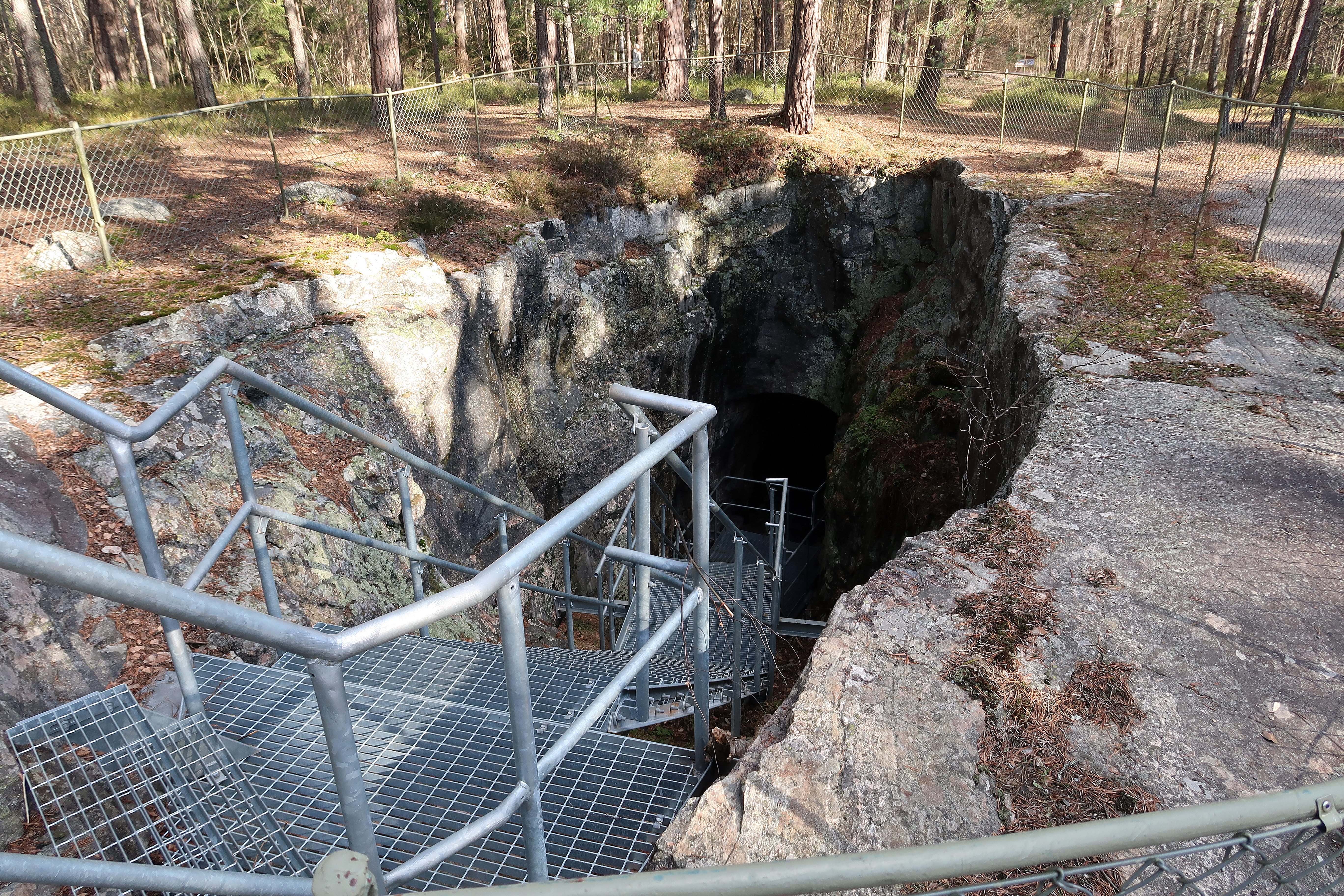
Gustav Adolfs-gruvan.
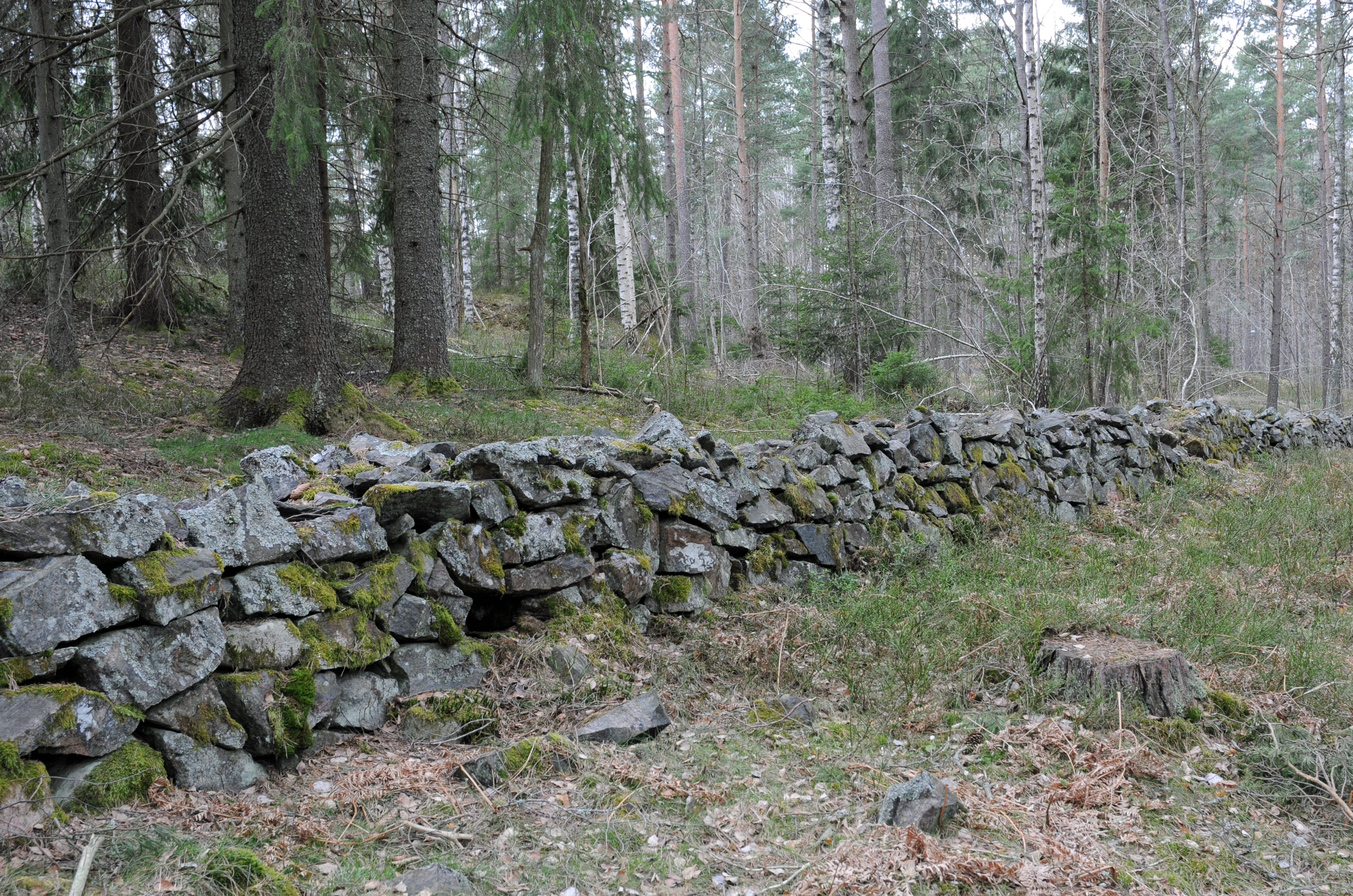
Hägnad av sten.
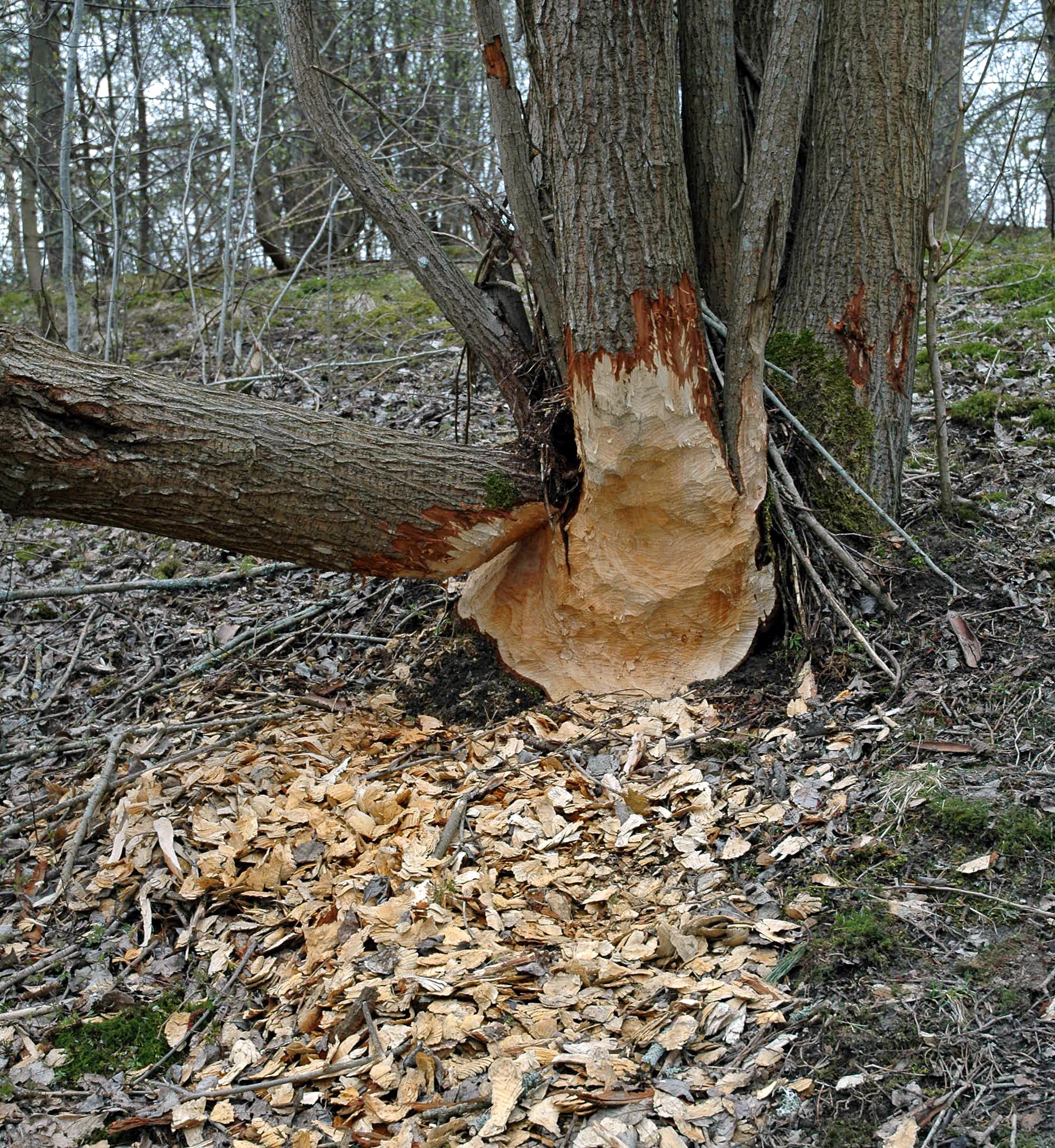
I reservatet finns gott om bäver.
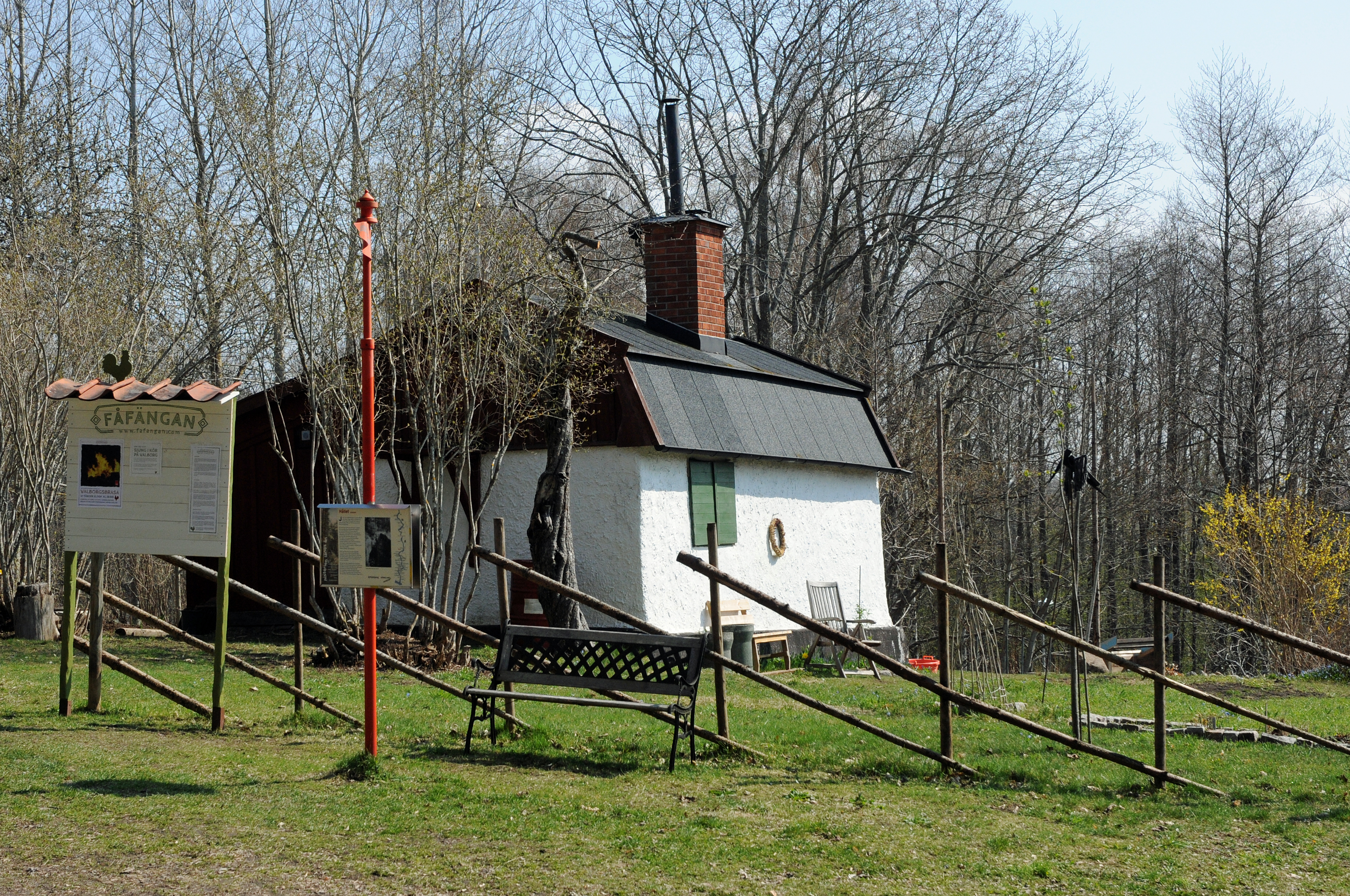
Fåfängan.

### Marieberg

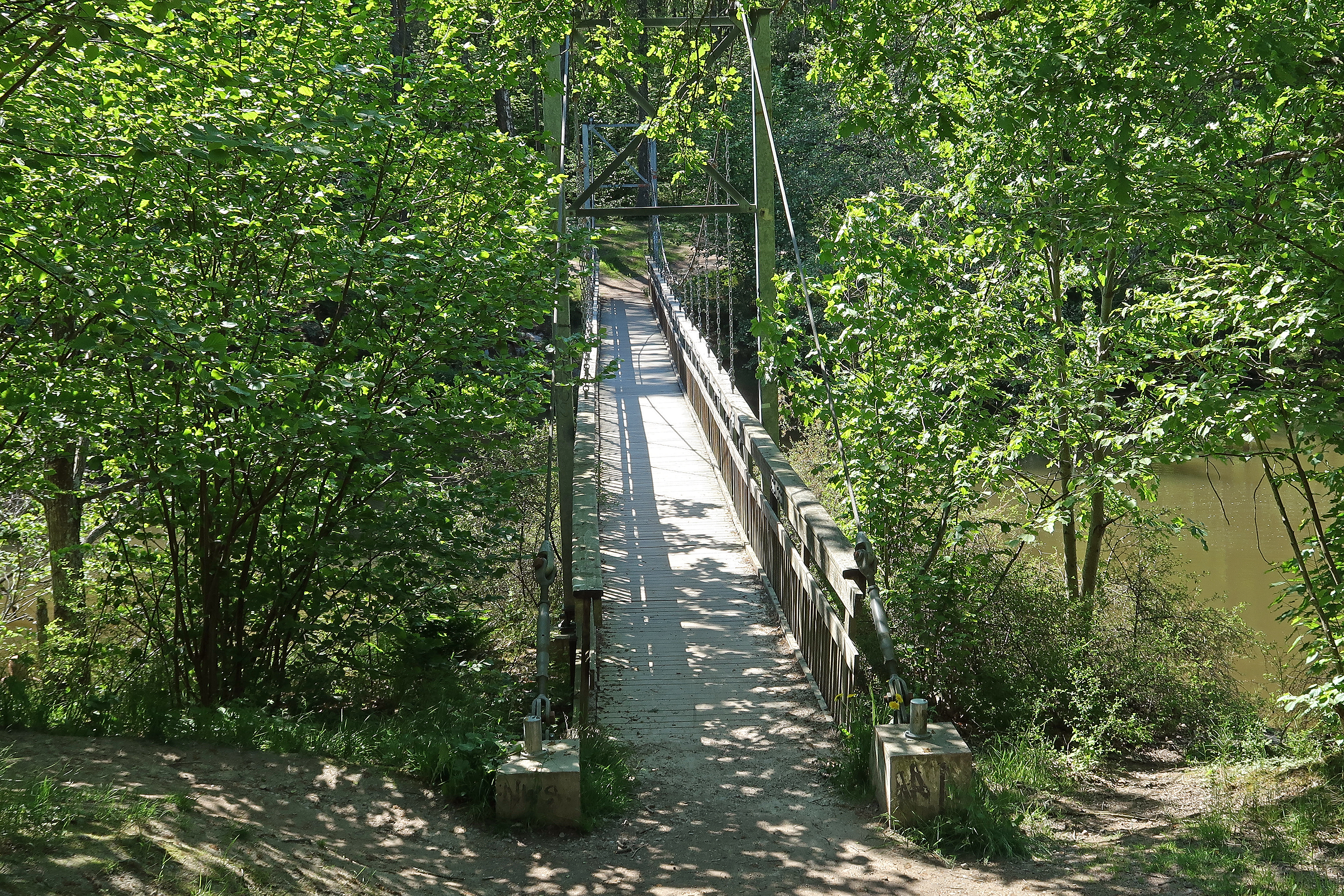
Hängbron mellan Hållet och Marieberg.
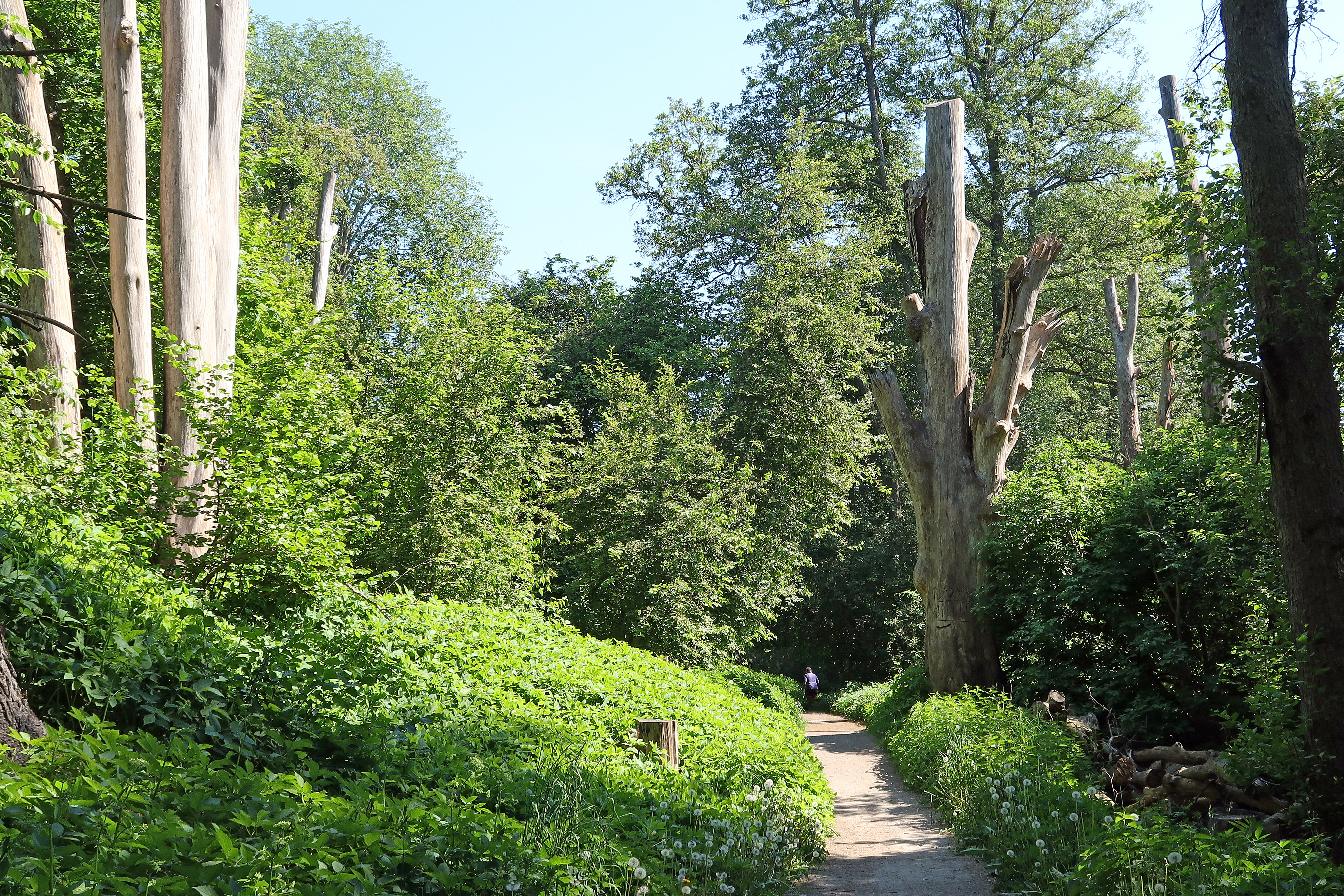
Gångväg vid Marieberg.

### Stenbro

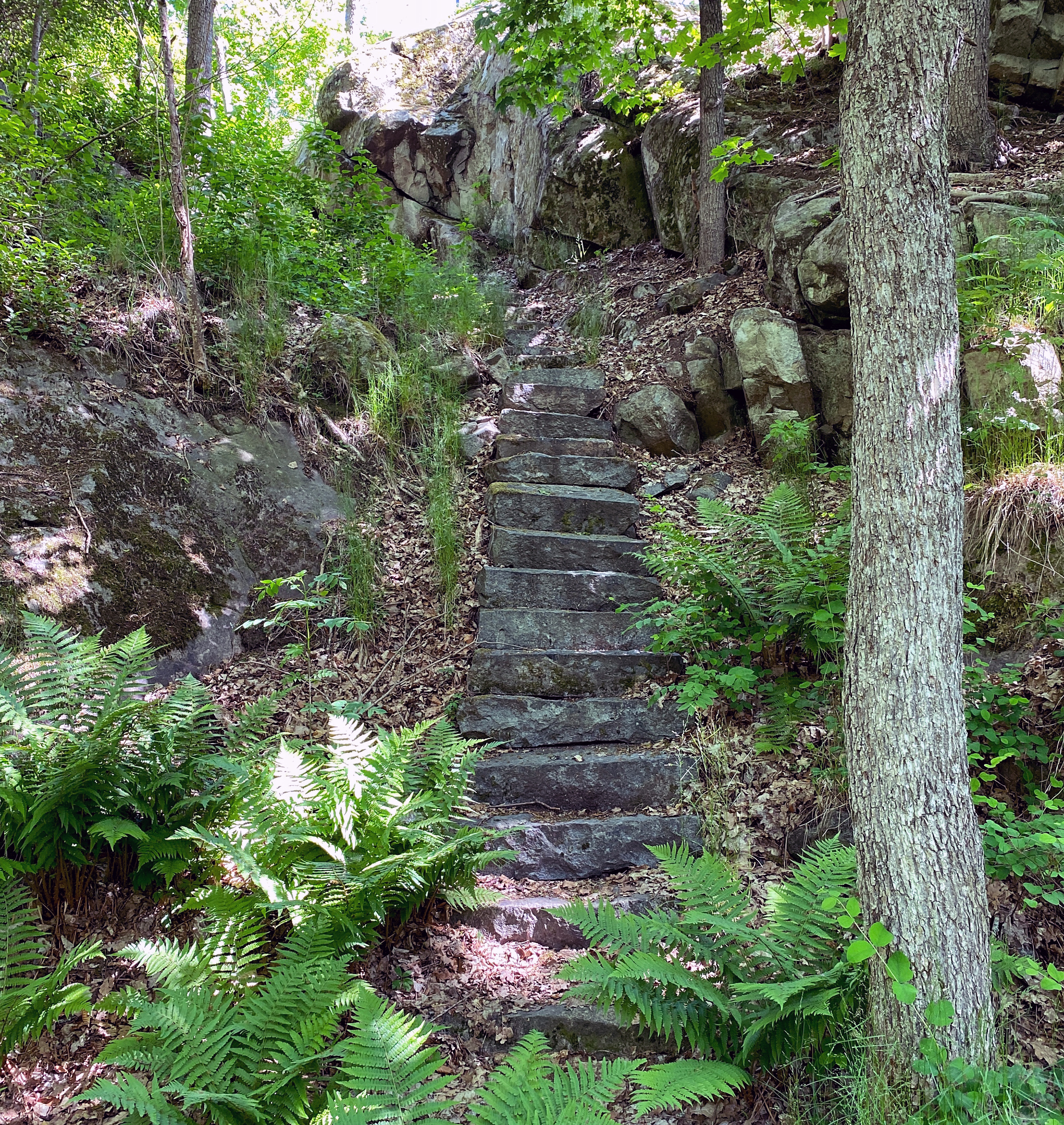
Stentrappor Grandelius park.
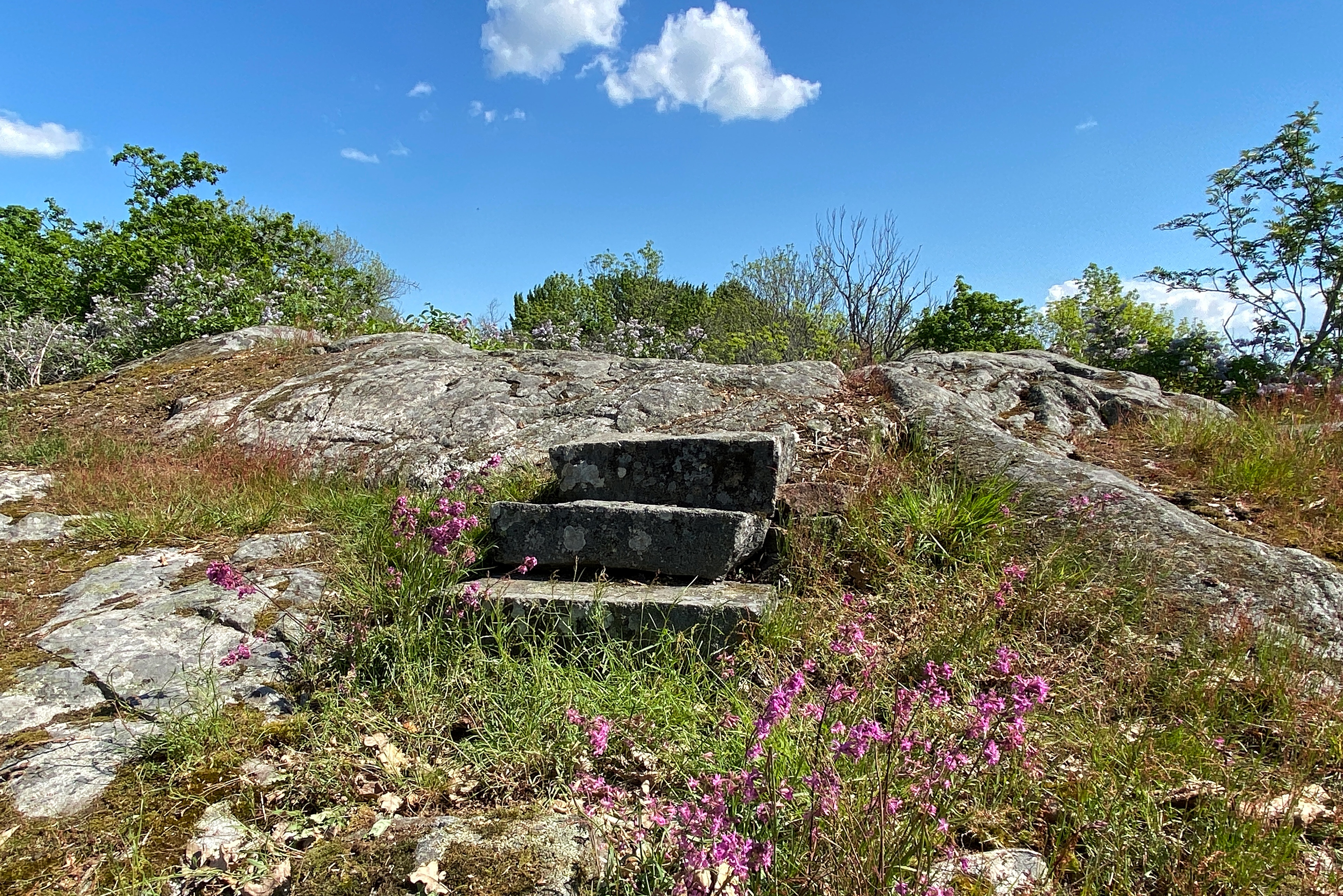
Utsiktsberget Grandelius park.
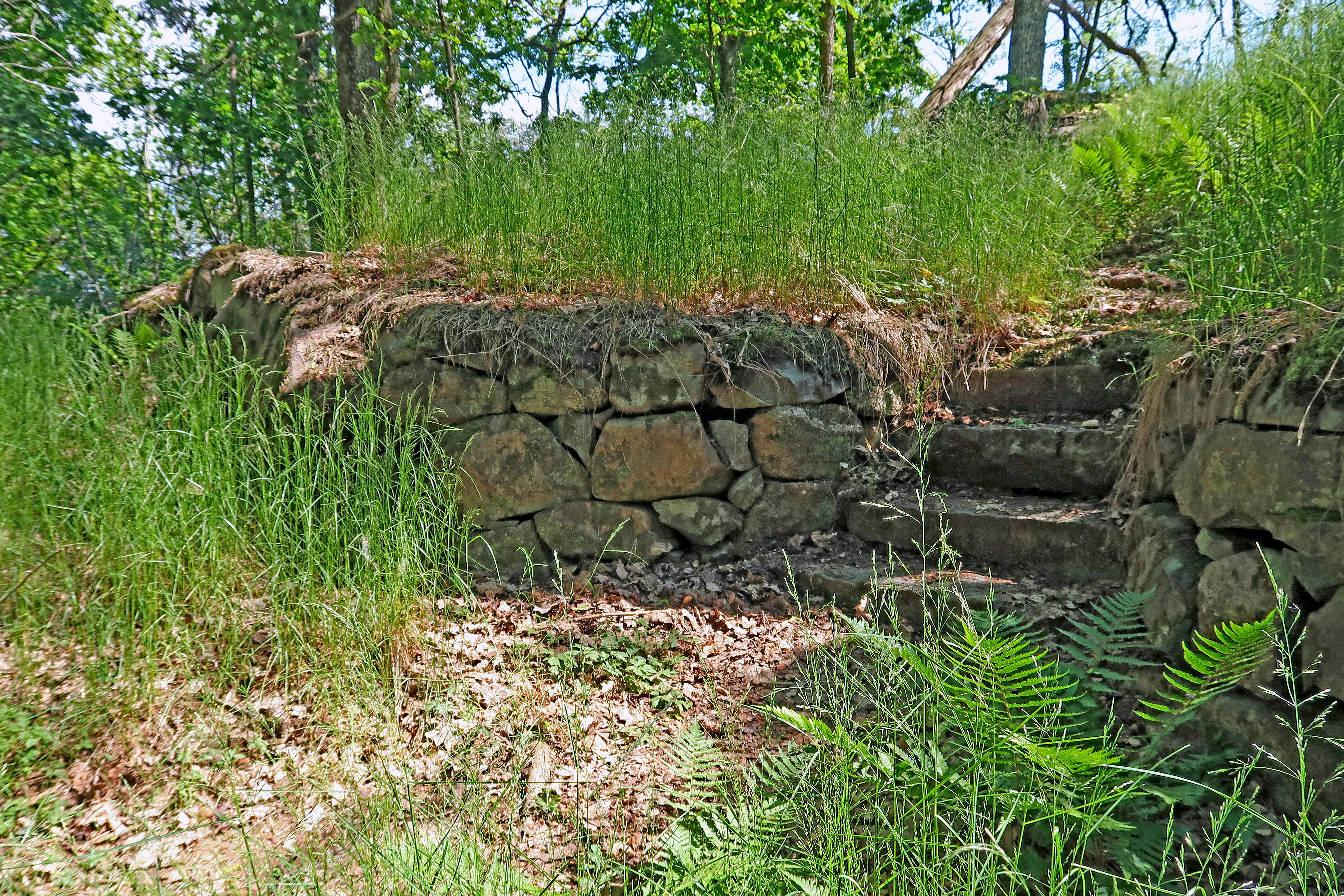
Terrassering Grandelius park.
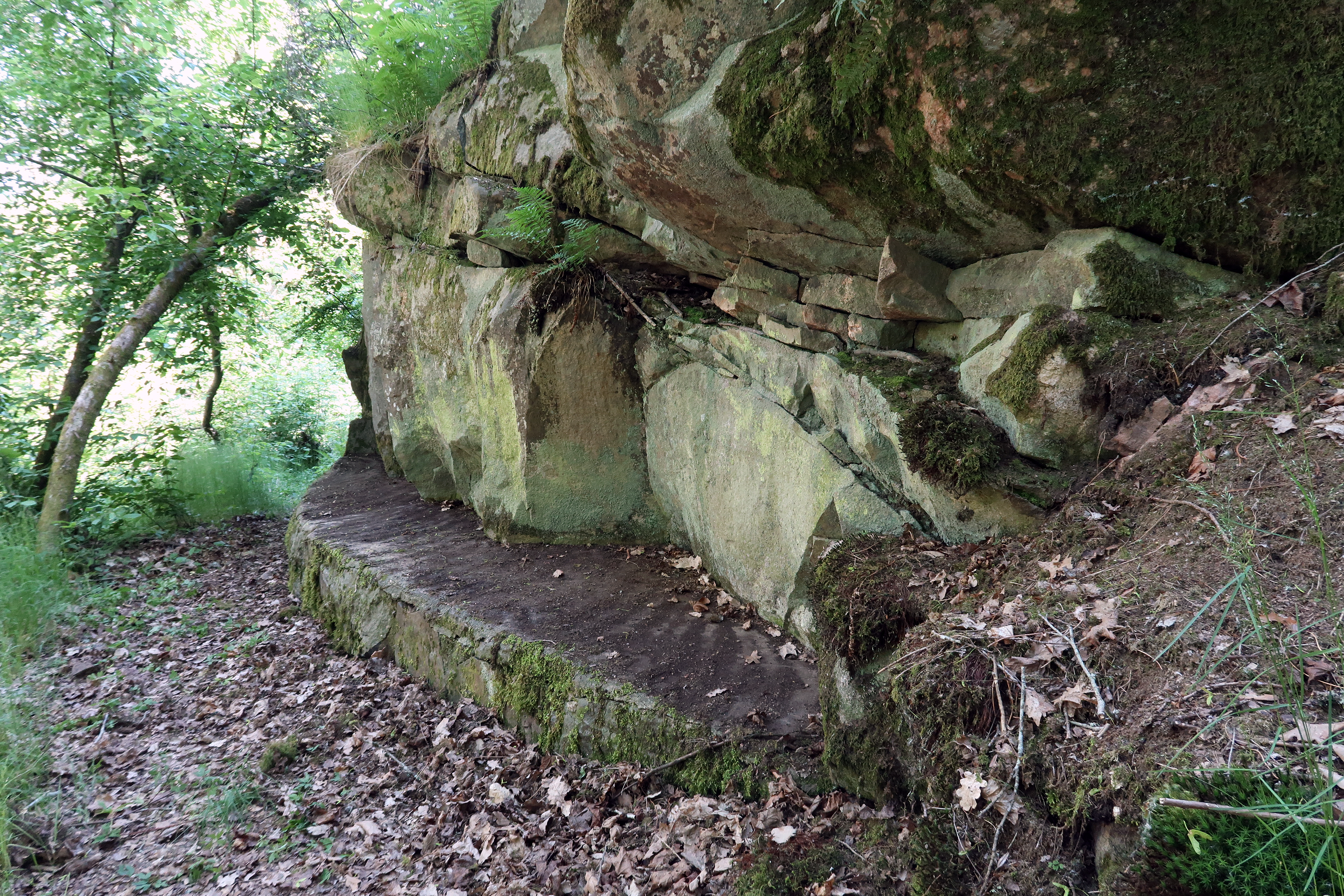
Grandelius park.